# 保德島
保德島（英語：Powder Island）是南極洲的島嶼，位於帕爾默地西岸，處於傑里米角東南面15公里的喬治六世海峽，在1948年由英國探險隊測量，現時由南極條約體系管理。